# Erebochlora subinnotata
Erebochlora subinnotata är en fjärilsart som beskrevs av W. Warren 1907. Erebochlora subinnotata ingår i släktet Erebochlora och familjen mätare. Inga underarter finns listade i Catalogue of Life.